# المقطار (ريمة)

تعديل مصدري - تعديل

المقطار أو قرية المقطار  هي إحدى قرى عزلة بني واقدالواقعة ضمن مديرية الجعفرية التابعة لمحافظة ريمة، بلغ تعداد سكانها (694) نسمة حسب تعداد اليمن لعام 2004.

## المحلات التابعة للقرية
- الظهرة
- القزعة
- المقطار العالي
- الشرف
- قاحز
- البسسة
- القطعة
- المورد
- المقطار السافل

## روابط خارجية
- الدليل الشامــل